# Jean-Pierre-Hubert Coquet
Jean Pierre Hubert Coquet est né le 13 mai 1822 à Le Thour dans les Ardennes et il est mort le 23 mars 1882 à Paris 5e, à l'âge de 59 ans, alors qu'il venait d'être nommé Inspecteur des troupes de Marine, en novembre 1881.

## Biographie
Lycéen à Reims, il entre à l'École spéciale militaire de Saint-Cyr en 1842, promotion "du Tremblement" 1842-1844. À sa sortie, il intègre le 13e régiment de chasseurs puis entre au 3e régiment d'infanterie de marine le 17 novembre 1844, à Rochefort. Il épouse Elisa Ruinat, le 7 août 1865 à Toulon. Ils ont cinq enfants, dont Lucien Coquet, commandant du 28e bataillon de chasseur alpin.

## Carrière militaire

### Campagnes en Afrique
Le 27 novembre 1845, il embarque sur le Narval pour les côtes d'Afrique et du Sénégal. Le 3 novembre 1847, il retourne à Toulon sur "l'Amable". Le 23 mai 1848, il embarque à Toulon sur l'Oise pour les côtes d'Afrique et du Sénégal et revient le 1er janvier 1849 sur le Perdrix à Toulon. Il entre au 2e régiment d'infanterie de marine, le 26 juin 1850. Le 14 décembre 1850, il embarque à Toulon sur le Perdrix pour le Sénégal, pour l'opération de Grand-Bassam en Côte d'Ivoire et de Podor au Sénégal. Il revient Au 3e RIMa, le 19 octobre 1854. Il revient à Toulon, le 6 février 1855 sur la Capricieuse. Il intègre, le 4e régiment d'infanterie de marine, le 9 novembre 1855. Du 3 décembre 1855 au 29 mai 1856, il participe à la guerre de Crimée. Il embarque de nouveau à Toulon, le 15 novembre 1857, pour le Sénégal, jusqu'en février 1859 puis revient au 3e RIMa, le 8 juillet 1861. Il est cité à l'ordre du jour par le gouverneur du Sénégal pour avoir fait preuve de bravoure et de dévouement aux intérêts du pays dans l'attaque des populations qui bordent la lagune Ebrié au Sénégal. Il est cité particulièrement le 3 juin 1854, par le commandant en chef de l'expédition, pour avoir escaladé le premier la palissade, au fort de l'action, à l'attaque de Podor au Sénégal. Il a reçu le 18 mai 1858 du ministre de la Marine, un témoignage particulier de satisfaction, pour sa belle conduite à l'expédition de Niomré au Sénégal.

### Autres campagnes
En 1861, il part pour la Cochinchine. Au 4e RIMa le 18 avril 1864, il rentre de Cochinchine, le 3 mai 1864. Le 9 juin 1866, il embarque à Marseille pour la Réunion. Lieutenant-colonel, le 8 janvier 1868, au 2e RIMa, puis 3e RIMa, le 18 janvier 1868. Il rentre le 15 avril de la Réunion. Il entre au 4e RIMa le 22 février 1870. Il participe à la Guerre franco-allemande de 1870 du 8 au 10 août 1870, à la Bataille de Coulmiers puis du 26 novembre 1870 au 2 février 1871, à la Bataille de Villersexel.
Le 8 septembre 1871, il embarque à Saint-Nazaire pour Cayenne. Au 2e RIMa, le 9 mai 1874, il finit son séjour en Guyane le 24 juillet 1874. Il est nommé au 4e RIMa, le 20 octobre 1874.

### Fin de carrière
En 1881, il est nommé commandant le 3e RIMa à Rochefort. Ses adjoints sont Charles Dinesnematin-Dorat, lieutenant-colonel (Rochefort), Paul Emmanuel Billès, lieutenant-colonel, commandant le détachement à la Nouvelle-Calédonie, Paul Léon Vidal, chef de bataillon commandant les bataillons expéditionnaires du 3e RIMa en Cochinchine; Jean Antoine Pizon, capitaine, commandant le détachement à Tahiti et les îles de la Société, Edmond Aignan Jouenne, major, Jean Baptiste Victor Marie Brionval, Charles d'Enerville, Marie Alphonse Charles Long, Jean Martz, Edmond Alfred Pujol, chefs de bataillon (Rochefort).
En novembre 1881, il est nommé général de brigade en remplacement du général Ernest Bossant.
Le Gaulois dresse sa nécrologie le 25 mars 1882. Différents journaux, comme Le Petit Caporal, relatent ses obsèques le 26 ou le 27 mars.

### États de service
- Sous-lieutenant, le 1er octobre 1844
- Lieutenant, le 14 juin 1850.
- Capitaine, le 8 juillet 1854 au 2e RIMa
- Chef de bataillon, le 25 juin 1862 au 1er bataillon indigène de Cochinchine.
- Colonel le 10 juin 1871.
- Général de brigade, novembre 1881

## Distinctions
Empire français
- Commandeur de la Légion d'honneur
  - Chevalier 31 décembre 1852
  - Officier 11 janvier 1863
  - Commandeur 11 janvier 1876

 Espagne
- Chevalier de l'ordre d'Isabelle la Catholique d'Espagne, le 16 juin 1866.